# Симплонова улица
Симплонова улица (фр. Rue du Simplon) Париска је улица која се налази у 18. арондисману.

## Приступ
Симплонова улица се налази у 18. арондисману Париза. Улица се простире од Рибарске улице фр. Rue des Poissonniers, сече Булевар Орнано (фр. Boulevard Ornano) и улази у Мон Сениову улицу (фр. Rue du Mont-Cenis).

## Назив
Улица је добила назив по превоју Симплон који се налази на Алпима на висини од 2. 009 метара и који спаја Кантон Вале и Пијемонт.

## Историја
Улица је некада била главни пут између Париза и приградског града Сен Дени, који се налази у северном предграђу Париза са којим се граничи. Први пут се појављује на Руселовој мапи старог Париза 1730. године.

## Симплоновом улицом
У Симлоновој број 23 налази се црква Светог Саве. Парохија је основана 1947. године. Црква је подигнута за потребе великог броја радника који су из српских крајева долазили у Париз и Француску. Године 1984. саграђена је на месту бивше нео-романске протестантске цркве. На улазу се налази лик Светог Саве.

## Галерија
- Поглед према улици Мон Сени.
- Поглед према Рибарској.
- Црква Светог Саве.